# Гиндич Трохим Олександрович
Трохим Олександрович Гиндич (1914, село Миропіль, тепер Романівського району Житомирської області — ?, село Вікторівка Маньківського району Черкаської області) — український радянський діяч, голова колгоспу імені Віктора Близнюка Маньківського району Черкаської області. Герой Соціалістичної Праці (1965). Депутат Верховної Ради УРСР 6—9-го скликань.

## Біографія
Освіта незакінчена вища. 
З 1935 р. — вчитель математики Нестерівської неповно-середньої школи Маньківського району Київської області.
У червні 1941 — 1946 р. — служба у Червоній армії. Учасник радянсько-німецької війни з липня 1941 року. Служив у 297-й стрілецькій дивізії, був начальником продуктового постачання 515-го окремого автотранспортного батальйону, з вересня 1943 — помічником командира 38-го окремого автомобільного батальйону по господарській частині 6-ї гвардійської армії.
Член ВКП(б) з 1942 року.
З 1946 р. — директор Нестерівської неповно-середньої школи Маньківського району, секретар Маньківського районного комітету КПУ Київської області, голова виконавчого комітету Маньківської районної ради депутатів трудящих Черкаської області.
З 1955 р. — голова колгоспу імені Віктора Близнюка села Вікторівка Маньківського району Черкаської області.

## Звання
- старший лейтенант
- капітан інтендантської служби

## Нагороди
- Герой Соціалістичної Праці (31.12.1965)
- орден Леніна (31.12.1965)
- орден Жовтневої Революції
- орден Червоної Зірки (20.04.1944)
- два ордени Вітчизняної війни 2-го ст. (15.06.1945, 6.04.1985)
- медалі
- заслужений працівник сільського господарства Української РСР